# Listă de filme fantastice din anii 1970
Aceasta este o listă de filme fantastice din anii 1970:
| 1970 • 1971 • 1972 • 1973 • 1974 • 1975 • 1976 • 1977 • 1978 • 1979 |                                                       |                                                                                   |                                                                                    |                     |
| Titlu                                                               | Regizor                                               | Actori                                                                            | Țara                                                                               | Note                |
| 1970                                                                |                                                       |                                                                                   |                                                                                    |                     |
| Donkey Skin                                                         | Jacques Demy                                          | Catherine Deneuve, Jean Marais, Jacques Perrin                                    | Franța · Spania                                                                    |                     |
| The Phantom Tollbooth                                               | Chuck Jones, Abe Levitow, Dave Monahan, Jones Levitow | Butch Patrick                                                                     | Statele Unite ale Americii                                                         |                     |
| Valerie and Her Week of Wonders                                     | Jaromil Jires                                         | Jaroslava Schallerová, Helena Anyzková, Petr Kopriva                              | Cehoslovacia                                                                       |                     |
| When Dinosaurs Ruled the Earth                                      | Val Guest                                             | Victoria Vetri, Robin Hawdon, Patrick Allen                                       | Regatul Unit al Marii Britanii și al Irlandei de Nord                              |                     |
| 1971                                                                |                                                       |                                                                                   |                                                                                    |                     |
| A Christmas Carol                                                   | Richard Williams                                      |                                                                                   | Statele Unite ale Americii                                                         | Film de animație    |
| Bedknobs & Broomsticks                                              | Robert Stevenson                                      | Angela Lansbury, David Tomlinson, Roddy McDowall                                  | Statele Unite ale Americii                                                         |                     |
| Death Takes a Holiday                                               |                                                       |                                                                                   | Statele Unite ale Americii                                                         | Film de televiziune |
| Willy Wonka & the Chocolate Factory                                 | Mel Stuart                                            | Gene Wilder, Jack Albertson, Peter Ostrum                                         | Statele Unite ale Americii                                                         |                     |
| 1972                                                                |                                                       |                                                                                   |                                                                                    |                     |
| Dougal and the Blue Cat                                             | Serge Danot                                           | Serge Danot, Fenella Fielding                                                     | Franța                                                                             |                     |
| 1973                                                                |                                                       |                                                                                   |                                                                                    |                     |
| Charlotte's Web                                                     | Charles A. Nichols, Iwao Takamoto                     |                                                                                   | Statele Unite ale Americii                                                         | Film de animație    |
| Fantastic Planet                                                    | René Laloux                                           |                                                                                   | Franța                                                                             | Film de animație    |
| 1974                                                                |                                                       |                                                                                   |                                                                                    |                     |
| Arabian Nights                                                      | Pier Paolo Pasolini                                   | Franco Merli, Ines Pellegrini, Ninetto Davoli                                     | Italia · Franța                                                                    |                     |
| The Golden Voyage of Sinbad                                         | Gordon Hessler                                        | John Phillip Law, Caroline Munro, Tom Baker                                       | Regatul Unit al Marii Britanii și al Irlandei de Nord                              |                     |
| 1975                                                                |                                                       |                                                                                   |                                                                                    |                     |
| Black Moon                                                          | Louis Malle                                           | Cathryn Harrison, Therese Giehse, Alexandra Stewart, Joe Dallesandro              | Franța                                                                             |                     |
| The Land That Time Forgot                                           | Kevin Connor                                          | Doug McClure, John McEnery, Susan Penhaligon                                      | Regatul Unit al Marii Britanii și al Irlandei de Nord                              |                     |
| Monty Python and the Holy Grail                                     | Terry Gilliam, Terry Jones                            | Graham Chapman, John Cleese, Eric Idle, Terry Jones, Michael Palin, Terry Gilliam | Regatul Unit al Marii Britanii și al Irlandei de Nord                              |                     |
| The Noah                                                            | Daniel Bourla                                         | Robert Strauss, Geoffrey Holder, Sally Kirkland                                   | Statele Unite ale Americii                                                         |                     |
| 1976                                                                |                                                       |                                                                                   |                                                                                    |                     |
| Freaky Friday                                                       | Gary Nelson                                           | Barbara Harris, Jodie Foster, John Astin                                          | Statele Unite ale Americii                                                         |                     |
| 1977                                                                |                                                       |                                                                                   |                                                                                    |                     |
| The Hobbit                                                          | Jules Bass, Arthur Rankin Jr.                         | Orson Bean, John Huston, Richard Boone, Hans Conried                              | Statele Unite ale Americii                                                         | Film de animație    |
| Jabberwocky                                                         | Terry Gilliam                                         | Michael Palin, Max Wall, Deborah Fallender                                        | Regatul Unit al Marii Britanii și al Irlandei de Nord                              |                     |
| Oh, God!                                                            | Carl Reiner                                           | George Burns, John Denver, Teri Garr                                              | Statele Unite ale Americii                                                         |                     |
| Pete's Dragon                                                       | Don Chaffey                                           | Helen Reddy, Jim Dale, Mickey Rooney                                              | Statele Unite ale Americii                                                         |                     |
| Sinbad and the Eye of the Tiger                                     | Sam Wanamaker                                         | Patrick Wayne, Jane Seymour, Taryn Power, Patrick Troughton, Margaret Whiting     | Regatul Unit al Marii Britanii și al Irlandei de Nord                              |                     |
| Wizards                                                             | Ralph Bakshi                                          | Mark Hamill                                                                       | Statele Unite ale Americii                                                         | Film de animație    |
| 1978                                                                |                                                       |                                                                                   |                                                                                    |                     |
| Heaven Can Wait                                                     | Warren Beatty, Buck Henry                             | Warren Beatty, Julie Christie, James Mason                                        | Statele Unite ale Americii                                                         |                     |
| The Lord of the Rings                                               | Ralph Bakshi                                          | John Hurt                                                                         | Statele Unite ale Americii                                                         | Film de animație    |
| Petey Wheatstraw                                                    | Cliff Roguemore                                       | Rudy Ray Moore, Jimmy Lynch, Wildman Steve                                        | Statele Unite ale Americii                                                         |                     |
| Superman                                                            | Richard Donner                                        | Marlon Brando, Gene Hackman, Christopher Reeve                                    | Regatul Unit al Marii Britanii și al Irlandei de Nord · Statele Unite ale Americii |                     |
| The Water Babies                                                    | Lionel Jeffries                                       |                                                                                   | Polonia · Regatul Unit al Marii Britanii și al Irlandei de Nord                    |                     |
| 1979                                                                |                                                       |                                                                                   |                                                                                    |                     |
| The Fish That Saved Pittsburgh                                      | Gilbert Moses                                         | Julius "Dr. J" Erving, Jonathan Winters, Meadowlark Lemon                         | Statele Unite ale Americii                                                         |                     |